# 中国地方
中国地方（ちゅうごくちほう）は、日本の地域の1つで、本州西部に位置する地方。人口最多および最大の都市は広島県広島市。
旅行業などを中心に、日本海側の称である山陰と瀬戸内海側の称である山陽を合わせて山陰山陽地方（さんいんさんようちほう）の呼称を用いることもある。「陰陽」（いんよう）と称する事例もあり、特に山陰と山陽を結ぶ交通手段については、古くから「陰陽連絡」という語句が用いられている。
東国に対して西国（さいごく）と呼ぶこともあり、現代では例外的となっているが、かつては多用されていた呼称である。また、より広域的に四国地方と合わせて、中国・四国地方（中四国）と呼ぶこともある。

## 中国地方の範囲
鳥取県・島根県・岡山県・広島県・山口県の5県より構成される。なお、行政上の管轄としては気象庁は山口県を除き、海上保安庁は山口県西北部、国土交通省海事事務所は下関市を除く（福岡県との結びつきも強い山口県は「九州・山口地方」と呼ばれることがある）。
便宜的に、兵庫県の南西部（旧播磨国）と北部（旧但馬国）を含める場合もある。

## 名前の由来
「中国」地方という呼称の由来ははっきりしていない。日本神話に、葦原中国（あしはらのなかつくに）または豊葦原中国（とよあしはらのなかつくに）が日本全体の名称として登場している。一説には古代、畿内を中心に令制国を「近国」「中国」「遠国」に区別したとき、この地方のほとんどが「中国」に相当したからだとされている。
明治時代の内村鑑三は広島人と山口人を「中国人」と呼んだ。一方現在混同しやすい大陸中国のことは、仏教界では古代インドが中国を称した「チーナ」の漢語訳「支那」「震旦」「真丹」を用いており、日本の仏教界でもこれらの用語を用いてきた。仏教界以外では、「唐土（もろこし）」の用語も用いられていた。江戸時代中期に西欧での呼称Sinae（ラテン語）の当て字として仏教界で用いられてきた「支那」が発見され、明治期以降、歴代の王朝名とは別に、地域的呼称、通時代・王朝的汎称として大陸中国を「支那」と言い換えることが行われ、日本人にとっての「中国」は日本の「中国地方」の意味合いが強まった。
文献上の早い例は、南朝 : 正平4年/北朝 : 貞和5年（1349年）に足利直冬が備中、備後、安芸、周防、長門、出雲、伯耆、因幡の8カ国を成敗する「中国探題」として見られる（「師守記」「太平記」）こと、翌1350年に高師泰が足利直冬討伐に「発向中国（ちゅうごくにはっこうす）」（「祇園執行日記」）、1354年に将軍義詮が細川頼有に「中国凶徒退治」を命じた（「永青文庫文書」）こと等。南北朝時代中頃には中央の支配者層に、現在の中国地方（時には四国を含めた範囲）がほぼ「中国」として認識されていた。また、中央政治権力にとって敵方地、あるいは敵方との拮抗地域であった。天正10年（1582年）には、豊臣秀吉による中国大返しと称された軍団大移動もあった。とはいえ、この当時の「中国」の呼称は俗称に過ぎず、日本の八地方制度の1つとして「中国地方」とされるのは大正時代以降である。大陸において「中国」と称する国（中華民国）が成立した明治末期において、日本では府県は「行政上の区画」とされており、地方区分は、当時「地理上の区画」と呼ばれた令制国の区分をもとに、五畿八道が使用されていた。

## 地理

中国地方の主要地形

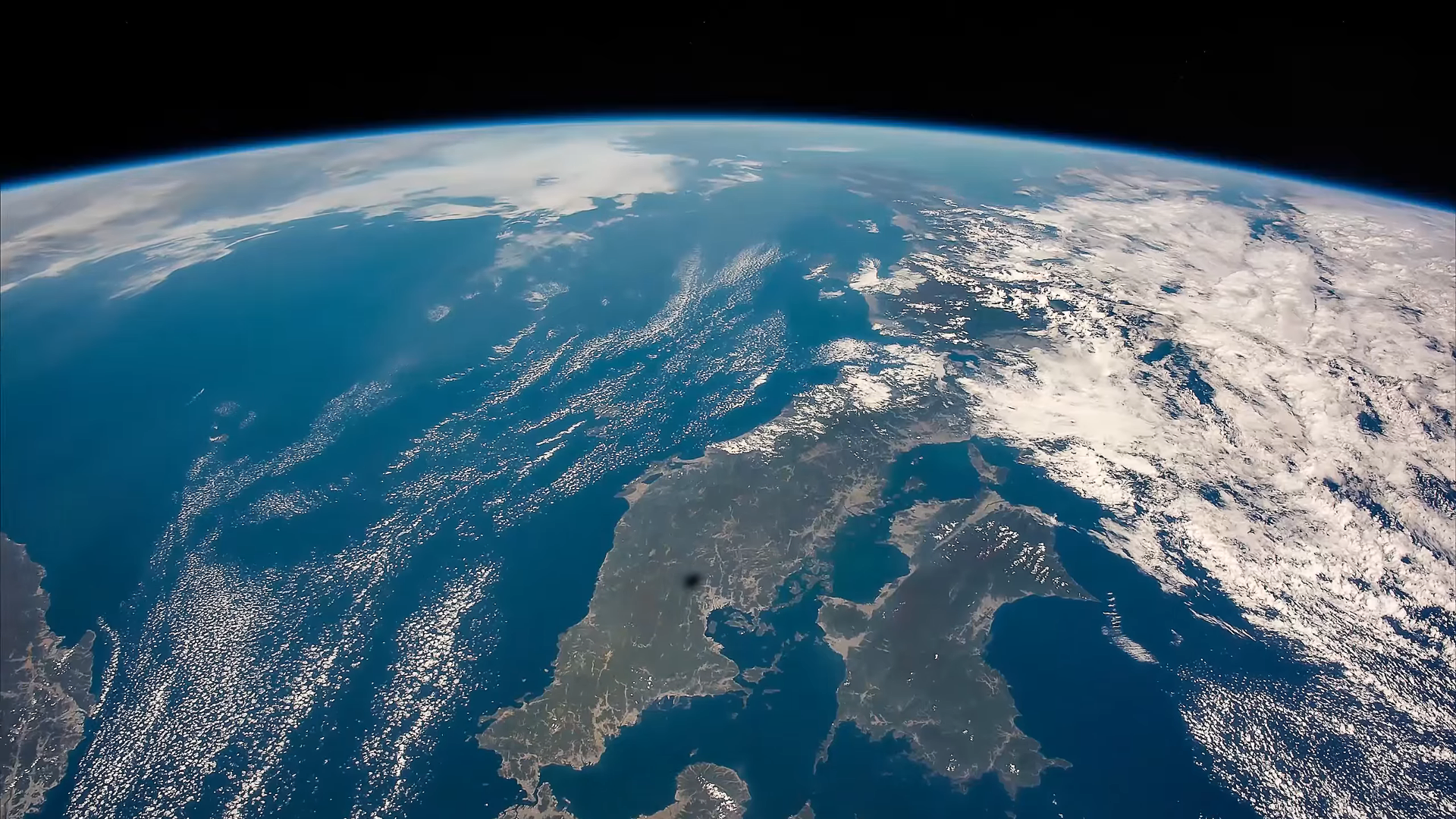
国際宇宙ステーションから見た中国地方と四国

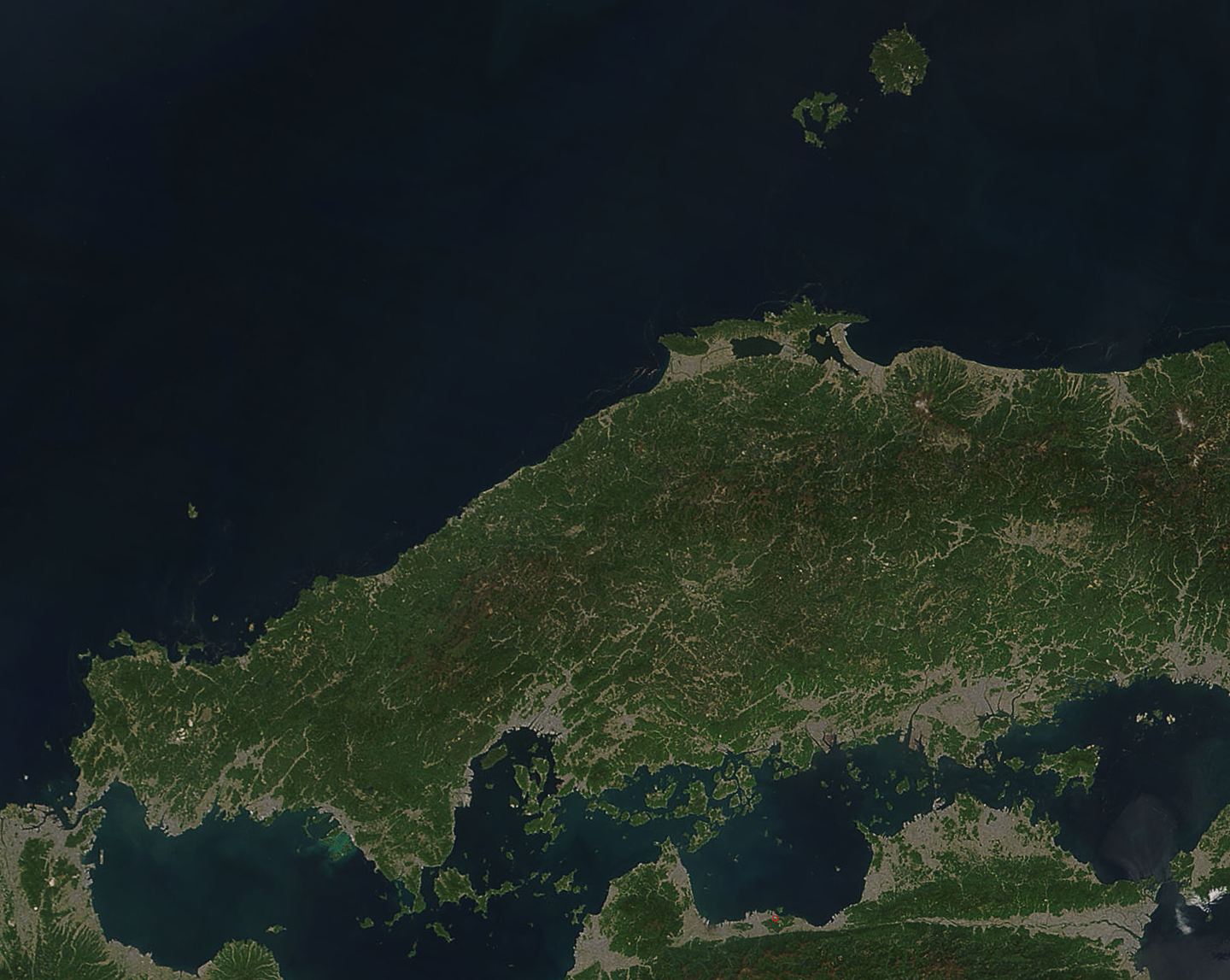
中国地方の衛星画像

### 気候
中国地方の気候は山陰と山陽で大きく異なる。内陸部は緯度の割に寒冷なのが特徴で、東北地方の同標高の地点より低い気温を観測する場合もある。山陰は日本海側気候で、冬には雪が多い。鳥取県全域・島根県内陸部・岡山県北部の一部・広島県北部の一部は豪雪地帯となっている。一方、山陽は瀬戸内海式気候で年間を通して雨が少ないが、山口県・広島県など西部では梅雨に暖湿流の影響を受けやすく大雨となることがある。

### 地形
脊梁山脈である中国山地が、山口県東部から島根県南部・広島県北部を抜けて鳥取県南部・岡山県北部まで延びる。最高峰は鳥取県の大山で1729m。

#### 山地
- 大山
- 三瓶山
- 蒜山

#### 河川
- 日本海へ流れる川
  - 江の川
  - 日野川
  - 千代川
  - 斐伊川
  - 高津川
- 瀬戸内海へ流れる川
  - 太田川
  - 芦田川
  - 沼田川
  - 旭川
  - 高梁川
  - 吉井川

#### 平野
- 鳥取平野
- 倉吉平野
- 米子平野
- 松江平野
- 出雲平野
- 岡山平野
- 広島平野
- 福山平野

#### 盆地
- 津山盆地
- 新見盆地
- 久世盆地
- 三次盆地
- 山口盆地
- 西条盆地

#### 島嶼
日本海側
- 隠岐諸島
  - 島後
  - 西ノ島
  - 中ノ島
  - 知夫里島
- 竹島
- 大根島
- 江島
- 高島
- 鹿島
- 相島
- 青海島
- 見島
- 角島
- 蓋井島
- 彦島

太平洋側
- 備讃諸島
  - 鹿久居島
  - 犬島
  - 石島
  - 白石島
  - 北木島
- 芸予諸島
  - 田島
  - 横島
  - 百島
  - 向島
  - 因島
  - 佐木島
  - 生口島
  - 高根島
  - 大崎上島
  - 大崎下島
  - 上蒲刈島
  - 下蒲刈島
  - 江田島
  - 倉橋島
  - 厳島
- 防予諸島
  - 屋代島
  - 平郡島
  - 笠戸島
  - 向島

## 人口
| ISO 3166-2 | 都道府県名 | 全国順位 | 人口      | 割合(全国) | 割合(中国) |
| ---------- | ---------- | -------- | --------- | ---------- | ---------- |
| JP-31      | 鳥取県     | 47       | 553,847   | 0.46%      | 7.8%       |
| JP-32      | 島根県     | 46       | 671,602   | 0.56%      | 9.5%       |
| JP-33      | 岡山県     | 21       | 1,889,607 | 1.52%      | 25.7%      |
| JP-34      | 広島県     | 12       | 2,801,388 | 2.23%      | 37.8%      |
| JP-35      | 山口県     | 25       | 1,342,987 | 1.13%      | 19.2%      |
| 合計       | 合計       | 合計     | 7,259,341 | 5.91%      | 100.0%     |

※順位・人口・割合は2020年国勢調査確定値による。
広島県・岡山県はどちらも県庁所在地である広島市と岡山市が県内最大都市かつ政令指定都市である。県庁所在地以外の主要都市として、広島県・岡山県のそれぞれの第2都市である福山市・倉敷市も人口40万人台の中核市である（倉敷市は岡山市の双子都市であり、同一の岡山都市圏を構成している）。山口県は人口10万人以上の市が6市存在している（これは広島県・栃木県・三重県と同数）分散型都市構造の県であり、島根県・鳥取県は県庁所在地だけでなく、第2都市である島根県出雲市・鳥取県米子市も人口10万人以上となっている。このように、中国地方の5県はいずれも最大都市が突出しているわけではない。この点は県内で各県庁所在都市の人口が突出している四国地方とは対照的である。
域内最大都市は広島市である一方、都市圏人口では岡山都市圏の方が広島都市圏より規模が大きい。また、交通機能においても広島駅の方が岡山駅より利用者数が多い一方で、山陰地方や四国への特急列車が発着する岡山駅の方が域内の広域アクセスに優れており、広島市と岡山市で域内の都市機能が分担されている。そのため中国地方（または中国・四国地方）には九州地方における福岡市や東北地方における仙台市といったプライメイトシティは存在しない。

### 年齢構成
年齢5歳階級別人口

2004年10月１日現在推計人口

総計 [単位 千人]
| 年齢     | 人口 |
| -------- | ---- |
| 0 - 4歳  | 344  |
| 5 - 9    | 358  |
| 10 - 14  | 361  |
| 15 - 19  | 396  |
| 20 - 24  | 447  |
| 25 - 29  | 477  |
| 30 - 34  | 537  |
| 35 - 39  | 455  |
| 40 - 44  | 436  |
| 45 - 49  | 468  |
| 50 - 54  | 562  |
| 55 - 59  | 603  |
| 60 - 64  | 520  |
| 65 - 69  | 457  |
| 70 - 74  | 436  |
| 75 - 79  | 370  |
| 80歳以上 | 467  |

年齢5歳階級別人口

2004年10月１日現在推計人口

男女別 [単位 千人]
| 男  | 年齢     | 女  |
| --- | -------- | --- |
| 177 | 0 - 4歳  | 167 |
| 183 | 5 - 9    | 175 |
| 186 | 10 - 14  | 175 |
| 203 | 15 - 19  | 193 |
| 228 | 20 - 24  | 219 |
| 240 | 25 - 29  | 237 |
| 267 | 30 - 34  | 270 |
| 223 | 35 - 39  | 232 |
| 214 | 40 - 44  | 222 |
| 232 | 45 - 49  | 236 |
| 281 | 50 - 54  | 281 |
| 298 | 55 - 59  | 305 |
| 248 | 60 - 64  | 272 |
| 211 | 65 - 69  | 246 |
| 194 | 70 - 74  | 242 |
| 153 | 75 - 79  | 217 |
| 146 | 80歳以上 | 321 |

- データ出典：第10表/都道府県, 年齢（5歳階級）, 男女別人口－総人口
（総務省統計局）

### 主要都市
中国地方五県の主要都市を掲載する。
政令指定都市
広島市（1,175,634人）・岡山市（710,006人）
中核市
倉敷市（464,687人）・福山市（446,824人）・下関市（237,842人）・呉市（194,827人）・松江市（195,868人）・鳥取市（180,386人）
施行時特例市
該当市なし
その他
上記以外の県庁所在地
山口市（188,272人）

### 地域圏
広島経済圏
- 広島都市圏（広島市・呉市・東広島市・廿日市市・岩国市・府中町・海田町・坂町・熊野町など）
- 広島広域都市圏（上記に加え、三原市・三次市・柳井市・浜田市など）

東瀬戸経済圏
- 岡山都市圏（岡山市・倉敷市・総社市・玉野市・浅口市・備前市・瀬戸内市・赤磐市・和気町・矢掛町・吉備中央町・早島町・久米南町など）
- 備後都市圏（福山市・尾道市・三原市など）
- 津山都市圏（津山市）

関門都市圏
- 下関都市圏・関門都市圏（下関市）
- 宇部都市圏（宇部市・山陽小野田市）

中海・宍道湖・大山圏域
- 米子都市圏（米子市）
- 松江都市圏（松江市）
- 出雲都市圏（出雲市）

その他
- 山口都市圏（山口市）
- 鳥取都市圏（鳥取市）

## 歴史
（本節では、大陸の「中国」と区別するために、「中国地方」を「山陰山陽」と表記する。）

### 古代

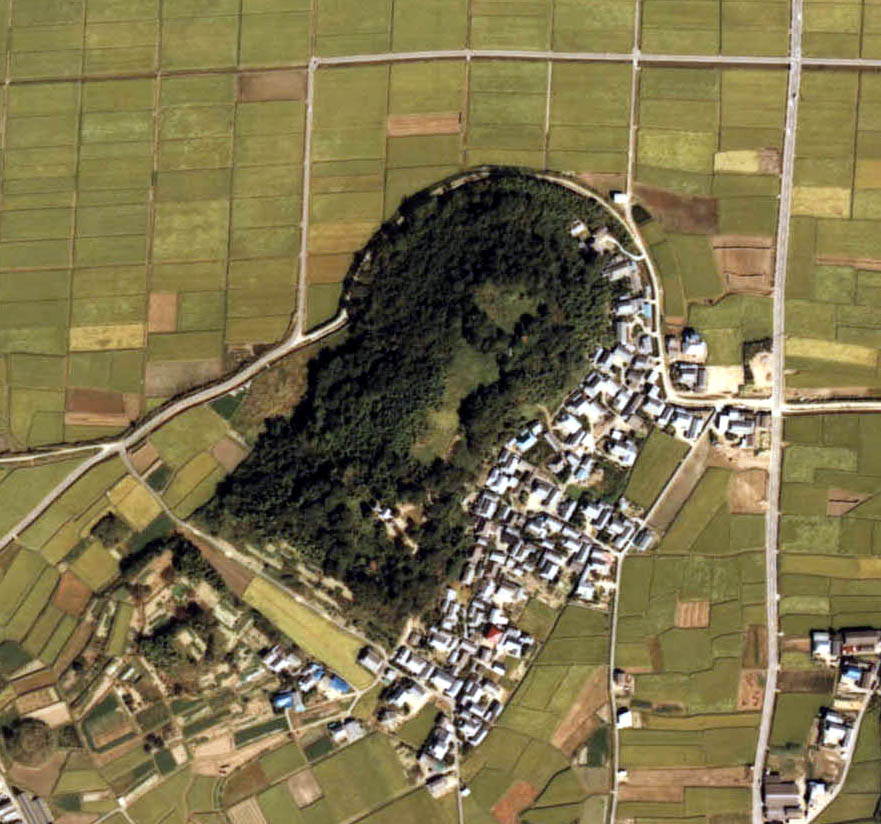
造山古墳（岡山市北区）

3世紀に近畿でヤマト王権が成立すると、近畿に近い山陰山陽の政治勢力は、早々とヤマト王権に参加した。
当時の二大勢力圏であった、山陽の吉備国や山陰の出雲国は、独立性を保つ一方でヤマト王権とのパワーバランスも保ち、奈良時代には吉備真備などの高官を輩出した。しかし、吉備国の繁栄に危機感を覚えたヤマト王権によって、吉備国は分割され、勢力を削がれた。

### 平安時代
10世紀の天慶3年（940年）頃に、関東で平将門が畿内政権に対して反乱を起こすと、山陽では藤原純友が畿内政権に対して反乱を起こした（承平天慶の乱）。元歴2年（1185年）には山口県下関市の関門海峡の壇ノ浦で、源氏と平家最後の戦い（壇ノ浦の戦い）が起き、この戦で平家は滅亡した。

### 鎌倉時代 - 室町時代
鎌倉時代から室町時代にかけては、村上水軍が瀬戸内海を本拠地とした。室町時代に勘合貿易（日明貿易）が執られるまでは、瀬戸内海の海賊たちは、倭寇となって朝鮮半島近辺で略奪を行った。
この地方は山陰は山名氏、山陽は大内氏と赤松氏が南北朝の戦乱の中で強大な力を有するようになった。将軍足利義満はこれらの力を半減させることに成功するが、室町幕府の力が衰えると再び強大化し応仁の乱の一因となった。

### 戦国時代 - 江戸時代

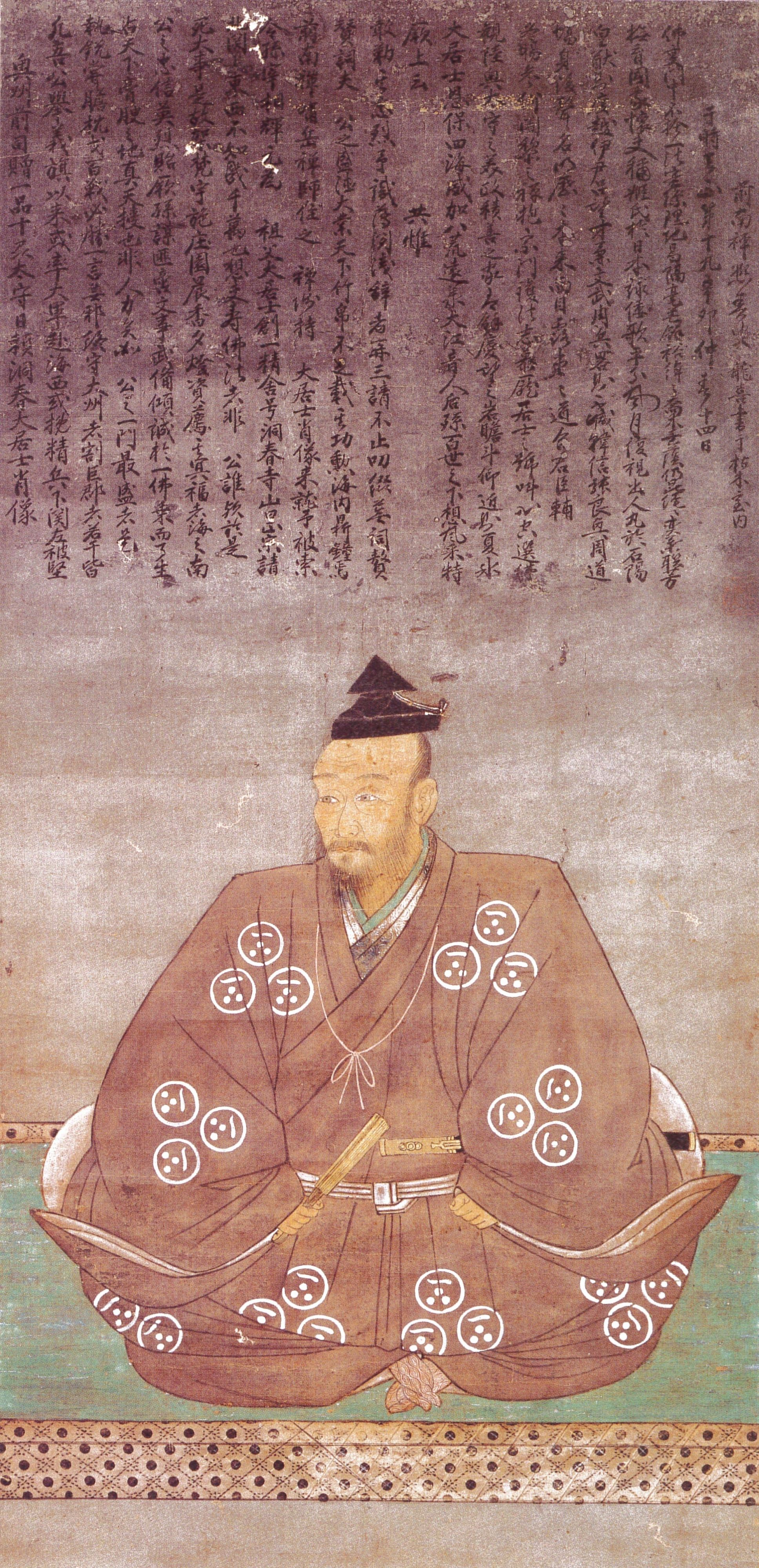
広島を本拠地に山陰山陽を制覇した毛利元就

戦国時代のこの地方は大内氏、武田氏、山名氏、赤松氏など守護大名が戦国大名化したのが多かったが、京極氏を下克上で追い出した尼子氏が出雲の守護となると9カ国の太守となった。16世紀前半には大内氏が山陰山陽から北部九州に跨がって勢力圏を伸ばし、その本拠地たる山口は「西京」（西の京都）と呼ばれるまでに繁盛した。大内義隆が守護代の陶晴賢の謀反で自害すると、安芸国人衆の中で勢力を伸ばした毛利元就が陶氏や尼子氏を滅ぼし山陰山陽を制覇した。毛利氏は山陽中南部の広島に拠点を定め、それ以来広島は、山陰山陽に及ぶ広大な毛利氏支配域で随一の都市となる。毛利氏は殆ど無傷のまま豊臣政権下でも勢力を保った。
ところが、慶長5年（1600年）の関ヶ原の戦いで、西軍の石田三成が徳川家康率いる東軍に敗れ毛利輝元も大坂城を退去すると、本拠地を広島から萩に移され（長州藩）、領地も東軍に内応した吉川広家に宛がわれる予定だった周防・長門の2国に削減された。このほか備前の宇喜多秀家も西軍に味方したため改易された。
江戸時代になると大小さまざまな大名が領するようになった。主な藩としては鳥取藩、松江藩、浜田藩、津和野藩、岡山藩、津山藩、福山藩、広島藩、岩国藩、萩藩がある。このうち、鳥取藩や岡山藩の池田家は徳川家康の血縁であり、福山藩は徳川家康の母方の従兄弟である猛将水野勝成を配されるなど幕府の信頼度も厚かった。ことに岡山と広島は、藩内経済の進展も手伝って、江戸時代後期には日本で十指に入る城下町へと成長した。

### 幕末から第二次大戦まで

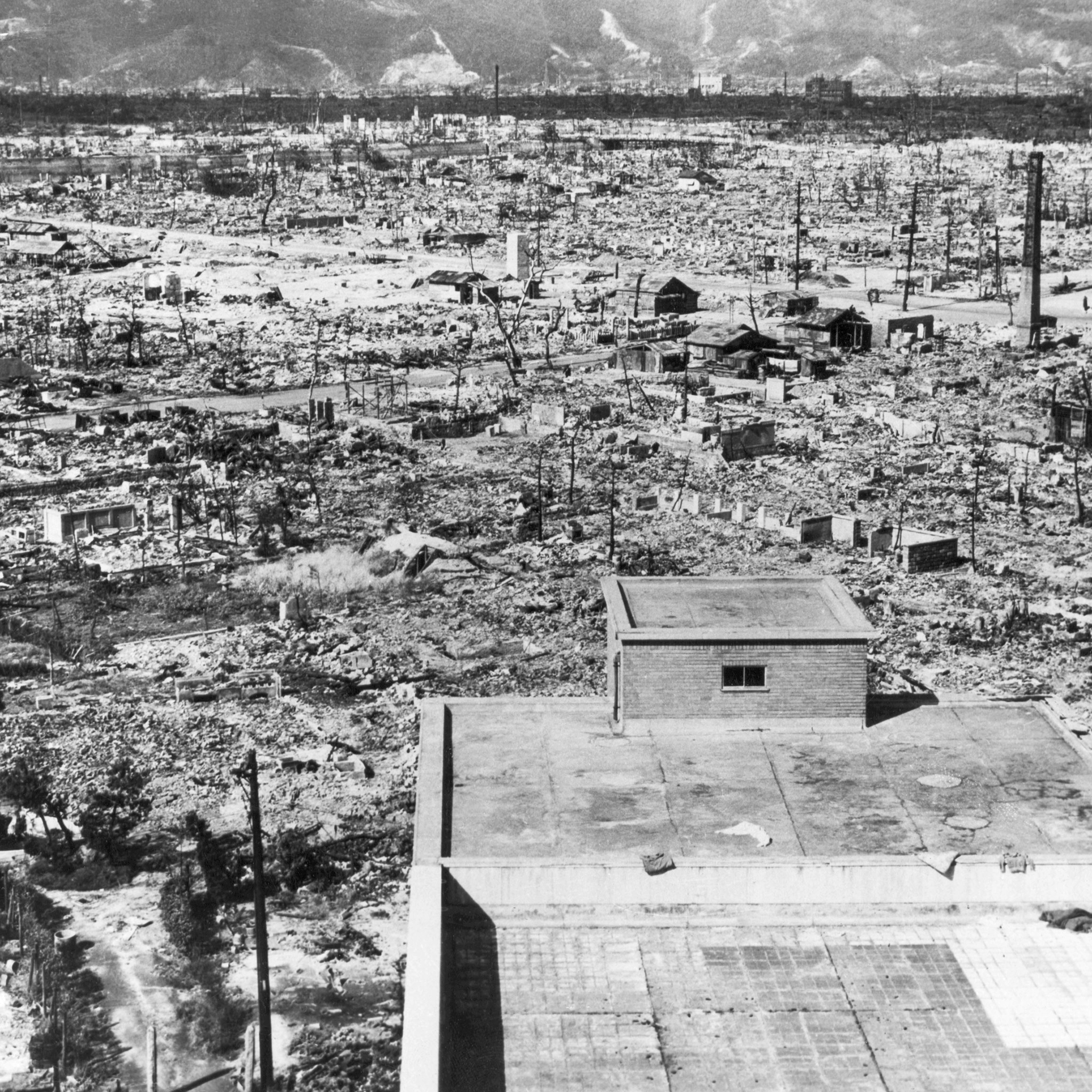
原爆投下後の広島市街

幕末から明治維新にかけての動乱期には江戸幕府への敵対心を燃やしていた長州藩が終始倒幕運動をリードした。このため、長州藩は明治期においての日本政治界に多くの人材を生み出した。津和野藩は明治初期に西周や森鷗外などの知識人を輩出した。
欧米列強による植民地化が世界中で進む中、明治政府は富国強兵政策を執って植民地化を免れた。当時、朝鮮半島や中国にも近い山陽や北九州は、経済や軍事における要衝ともなった。1894年（明治27年）に日清戦争が起こると、帝国議会と大本営が臨時に広島へ移転し、これ以来、広島は兵站も置かれて軍需都市ともなった。また、広島近郊に位置する呉や江田島も、帝国海軍の本拠地ともなった。この影響か、第二次世界大戦の終結直前には、軍都たる広島にはアメリカ軍によって原子爆弾が投下され、岡山、呉、徳山、下関、福山などの当時の主要都市は軒並み激しい空襲を受けた。

### 第二次大戦後
高度経済成長期には概して東日本で中央たる東京への人口流入が起こったため、山陰山陽では大きな地殻変動を招くには至らなかった。
1970年代に田中角栄政権が「地方への再分配」を掲げると、山陰山陽でも交通網が整備されるようになる。山陽新幹線は1972年に岡山駅まで開通し、1975年（昭和50年）に全通した。
高度経済成長期以後は「過疎と過密」が顕在化するようになり、山陰山陽を横断する幹線高速道路のひとつである中国自動車道は津山や新見、三次などの山間部を経由するルートとして建設された。山陽自動車道の全通は、1997年（平成9年）末であった。これと前後して1988年には瀬戸大橋が、1999年にはしまなみ海道が開通したものの山陰と山陽の格差が大きくなる結果となった。
さらにバブル経済が破綻すると、1996年以後のデフレーションの進行や不良債権の処理、郊外型ショッピングセンターの隆盛などとも相まって、地方全体が不況に悩まされた。
近年は山陽側の各都市において再び好景気となる反面、山陰側の都市や中山間地域では引き続いて厳しい状況が続いており、早急な格差是正対策が求められている。

## 経済
総生産
2007年度の中国地方の域内総生産は29兆8596億円である。これはアラブ首長国連邦の国内総生産よりも大きく、世界で30位前後の「国」に相当する経済規模を有している。
農林水産業
鳥取県では梨の栽培が、岡山平野ではマスカットや桃の栽培が、広島湾などでは牡蛎の養殖が、下関漁港ではフグやあんこうなどの水揚げがそれぞれ盛んに行われている。
工業
瀬戸内海沿岸には軽重さまざまの工場が立地し、瀬戸内工業地域を形成している。このうち、重工業地帯としては、水島（倉敷）、福山、徳山などに見られる。また、造船業も盛んで、軍港であった呉市や港湾都市として栄えた下関市などに造船所がある。
「中国」を冠する企業名
- 中国電力（広島市）
- 中国銀行（岡山市）
- 西中国信用金庫（下関市）
- 中国バス（福山市）
- 中国新聞社（広島市）
- 中国放送（RCC、広島市）

製造品出荷額等（2019年工業統計）
- 中国地方：26兆179億円（2019年度）

| - 広島県：9兆7415億3100万円（2019年度） - 岡山県：7兆7041億3600万円（2019年度） - 山口県：6兆5534億7900万円（2019年度） - 島根県：1兆2371億9200万円（2019年度） - 鳥取県：7815億8300万円（2019年度） - 1.倉敷市：3兆8786億1070万円 - 2.広島市：3兆1008億3951万円 - 3.福山市：1兆7163億5066万円 - 4.周南市：1兆5247億0285万円 - 5.呉市：1兆1203億8843万円 - 6.防府市：1兆1180億8609万円 - 7.岡山市：1兆656億5350万円 - 8.東広島市：1兆0245億8976万円 - 9.山陽小野田市：7604億7565万円 - 10.光市：6169億3265万円 - 11.下関市：5995億7304万円 - 12.尾道市：5670億8421万円 - 13.出雲市：5584億815万円 - 14.玖珂郡和木町：5031億7944万円 - 15.宇部市：4754億1669万円 | - 16.安芸郡府中町：4428億3327万円 - 17.三原市：4134億8728万円 - 18.下松市：3650億8650万円 - 19.玉野市：3428億8701万円 - 20.岩国市：3348億4561万円 - 21.備前市：3206億992万円 - 22.大竹市：2723億8164万円 - 23.鳥取市：2706億6499万円 - 24.総社市：2553億9000万円 - 25.瀬戸内市：2328億5098万円 - 26.津山市：2052億9116万円 - 27.廿日市市：2042億6694万円 - 28.府中市：1892億7409万円 - 29.山口市：1879億8664万円 - 30.米子市：1825億6836万円 |

## 教育

### 大学
国公立大学
- 鳥取大学
- 公立鳥取環境大学[注釈 2]
- 島根大学
- 島根県立大学
- 岡山大学
- 岡山県立大学

- 新見公立大学
- 広島大学
- 県立広島大学
- 広島市立大学
- 尾道市立大学
- 叡啓大学

- 福山市立大学
- 山口大学
- 周南公立大学
- 下関市立大学
- 山口県立大学
- 山陽小野田市立山口東京理科大学[注釈 3]

私立大学
- 岡山商科大学
- 岡山理科大学
- 岡山学院大学
- ノートルダム清心女子大学
- 山陽学園大学
- 就実大学
- 中国学園大学
- 環太平洋大学
- 川崎医科大学
- 川崎医療福祉大学
- 吉備国際大学
- 倉敷芸術科学大学

- くらしき作陽大学
- 美作大学
- 比治山大学
- 広島経済大学
- 広島工業大学
- 広島国際大学
- 広島女学院大学
- 広島修道大学
- 広島文化学園大学
- 広島文教大学
- 安田女子大学
- エリザベト音楽大学

- 広島都市学園大学
- 福山大学
- 福山平成大学
- 近畿大学工学部[注釈 4]
- 日本赤十字広島看護大学
- 宇部フロンティア大学
- 東亜大学
- 梅光学院大学
- 至誠館大学
- 山口学芸大学

### 短期大学
公立
- 島根県立大学短期大学部
- 倉敷市立短期大学

私立
- 鳥取短期大学
- 山陽学園短期大学
- 就実短期大学
- 中国短期大学
- 川崎医療短期大学
- 岡山短期大学
- 美作大学短期大学部

- 作陽音楽短期大学
- 吉備国際大学短期大学部
- 広島文化学園短期大学
- 安田女子短期大学
- 比治山大学短期大学部

- 山陽女子短期大学
- 岩国短期大学
- 宇部フロンティア大学短期大学部
- 下関短期大学
- 山口芸術短期大学
- 山口短期大学

### 高等専門学校
- 米子工業高等専門学校
- 松江工業高等専門学校
- 津山工業高等専門学校
- 呉工業高等専門学校
- 宇部工業高等専門学校
- 広島商船高等専門学校
- 大島商船高等専門学校
- 徳山工業高等専門学校

### 文部科学省所管外の教育施設
- 中国職業能力開発大学校（厚生労働省所管独立行政法人）
- 中国職業能力開発大学校附属島根職業能力開発短期大学校（厚生労働省所管独立行政法人）
- 中国職業能力開発大学校附属福山職業能力開発短期大学校（厚生労働省所管独立行政法人）
- 海上保安大学校（国土交通省文教研修施設）
- 水産大学校（農林水産省所管独立行政法人）

## 交通
中国地方は、平野や盆地が狭く少ないため、交通網の整備が遅れを取っている。
高速道路は、南北間の連絡線（山陰と山陽）は、ジャンクション一回毎に東西の幹線（中国地方対近畿・九州）に入ってから再び連絡線に入る構造の路線が多い。さらに、山陰・山陽間の連絡線となる高速道路は、幹線国道（国道53号、国道54号）から大きく外れたルートで建設されたため、利便性と地域間の連帯に乏しい。
現在は中国横断自動車道の広島と島根を結ぶ尾道松江線、兵庫と鳥取を結ぶ姫路鳥取線の2路線が、新直轄方式で開通し、通行料が無料となっていることから、沿線の市町村では、地域の活力向上になっている。また山陰自動車道についても、多くの区間が一般国道自動車専用道路としての整備が決まるなど、全線開通に向けた取り組みが積極的に行われている。
高速道路と同じく、鉄道も南北間の移動には不便な場合が多い。主な路線としては、伯備線や智頭急行智頭線などが主に使われるが、地方内の移動よりも、東京・大阪方面に向かうルート設定であるため、場所によっては遠回りになることもある。実際、松江方面から広島方面に抜ける場合には、木次線・芸備線経由の方が明らかに近回りであるが、列車の便数が少ないため、利用者は高速バスに流れている。
この地方が抱える交通基盤整備の遅れは経済界からも問題視されており、5県の県庁所在地相互間を可能な限り短時間で結ぶことを目的として、在来線と新幹線を直通できるフリーゲージトレインや、広島西飛行場を中心としたコミューター航空網による、新しい交通体系整備の要望が挙がっている。
- 2011年3月9日：広島市議会で「広島シティ空港」設置条例案が賛成少数で否決。これにより広島西空港は開港から50年で廃港になる事が事実上決定した。定期路線があった空港が移転せずに廃止した例は日本初[注釈 5]。

### 空港
国内旅客数は、中国地方全体でここ数年若干の減少傾向があり、2005年には700万の大台を割り込んで697.9万人/年度となった。国際線旅客数は53.8万人/年度におよび、増加傾向を示している。
| 空港     | 旅客合計    | 国内線      | 国内線                          | 国際線    | 国際線                               |
| 空港     | 旅客合計    | 旅客数      | 定期便                          | 旅客数    | 定期便                               |
| 広島     | 204万7630人 | 203万6571人 | 新千歳・仙台・東京・ 成田・那覇 | 1万1059人 | 北京・上海・大連・ソウル・台北・香港 |
| 岡山     | 87万4972人  | 87万4277人  | 新千歳・東京・那覇              | 695人     | 上海・ソウル・台北・香港             |
| 山口宇部 | 70万2434人  | 70万2434人  | 東京                            | 0人       | -                                    |
| 出雲     | 83万8254人  | 83万8254人  | 東京・大阪・隠岐・福岡          | 0人       | -                                    |
| 米子     | 39万9444人  | 39万9348人  | 東京                            | 96人      | ソウル・香港                         |
| 鳥取     | 28万5544人  | 28万5544人  | 東京                            | 0人       | -                                    |
| 石見     | 10万9604人  | 10万9604人  | 東京・（大阪）                  | 0人       | -                                    |
| 広島西   | -           | -           | -                               | -         | -                                    |
| 隠岐     | 6万1416人   | 6万1416人   | 大阪・出雲                      | 0人       | -                                    |
| 岡南     | 4人         | 4人         | -                               | 0人       | -                                    |

- 出典は国土交通省航空局・空港管理状況調書（2022年度）
- チャーター便の旅客数含む
- 三大都市圏への便は太字
- 全国の空港の乗降客数は日本の空港#統計情報参照

### 鉄道
JR線については、関門トンネル区間（山陽本線下関駅～門司駅）を除く全域がJR西日本の経営となっており、在来線については旧国鉄鉄道管理局の流れを汲む岡山支社、広島支社、山陰支社が地域別に置かれ、分担区域を管轄している。なお新幹線については新幹線鉄道事業本部が直接統括している。
私鉄線は一般的な鉄道・軌道事業を行うものの他に、広島県内に広島高速交通の運営する新交通システムが1路線存在する。広島高速交通の運営する路線のうち、本通駅〜新白島駅間は地下線であるが、本通駅〜県庁前駅間のみが鉄道事業の免許と地下鉄の建設補助を受けており、国土交通省の統計資料ではこの区間に限り地下鉄として扱われている。中国地方および隣の四国地方も含めて、地下鉄とされる区間が存在するのはここだけである。
旅客営業を行う私鉄は5県全県に存在するが、うち純粋な民間資本によるものは一畑電車、岡山電軌、広島電鉄のみで、これ以外の事業者は国鉄・JRから経営分離された路線の運営、建設が中断した未成線の開業、都市交通の整備、臨海工業地帯の開発のために地方公共団体が一部出資して設立した第三セクターとなっている。
施設の保有のみを行う第三種鉄道事業者、および鉄軌道の事業を行う公営交通は存在しない。JR宇野線（瀬戸大橋線）について、2009年に完成した改良工事後は瀬戸大橋高速鉄道保有が鉄道施設の一部を保有しているが、保有するのがあくまで一部であるため、第三種鉄道事業者の免許は受けていない。公営鉄道については、かつての呉市交通局が呉市電を運営していた他、玉野市営電気鉄道をはじめ複数例存在したが、いずれも昭和中期から後期にかけて廃止されている。
西日本旅客鉄道
- 山陽新幹線
- 山陽本線
- 山陰本線
- 赤穂線
- 因美線
- 宇野線

- 宇部線
- 小野田線
- 可部線
- 岩徳線
- 姫新線
- 木次線

- 吉備線
- 呉線
- 芸備線
- 境線
- 津山線

- 瀬戸大橋線（宇野線・本四備讃線）
- 伯備線
- 福塩線
- 美祢線
- 山口線

一般私鉄（軌道、広義での新交通システムを含む）
- 智頭急行智頭線
- 若桜鉄道若桜線
- 一畑電車
  - 一畑電車北松江線
  - 一畑電車大社線
- 水島臨海鉄道
  - 水島臨海鉄道水島本線
- 井原鉄道井原線
- 岡山電気軌道
  - 岡山電気軌道東山本線
  - 岡山電気軌道清輝橋線

- 広島電鉄
  - 広島電鉄宇品線
  - 広島電鉄江波線
  - 広島電鉄白島線
  - 広島電鉄本線
  - 広島電鉄皆実線
  - 広島電鉄宮島線
  - 広島電鉄横川線
- 広島高速交通広島高速交通広島新交通1号線
- 錦川鉄道錦川清流線

専用線・貨物専業線
- 水島臨海鉄道港東線
- 水島臨海鉄道西埠頭線

## 文化

### 方言
中国地方各地で話される方言は中国方言（広島弁・山口弁・岡山弁など）と雲伯方言（出雲弁など）に分類され、どちらも西日本方言に属する。アクセントはほとんどの地域で東京式アクセントであり、「よる（よう）」と「とる（ちょる・とう）」によるアスペクトの区別や、理由の接続助詞「けん・けえ」が特徴的である。山陰方言と山陽方言で対立する要素もある。

## スポーツ

### 野球
- プロ野球

- 広島東洋カープ

- 社会人野球

- シティライト岡山
- 三菱自動車倉敷オーシャンズ
- ショウワコーポレーション
- 倉敷ピーチジャックス
- ツネイシブルーパイレーツ
- 伯和ビクトリーズ
- JFE西日本
- MSH医療専門学校

- JR西日本
- 広島鯉城クラブ
- 福山ローズファイターズ
- 航空自衛隊防府クラブ
- 山口防府ベースボールクラブ
- 日鉄ステンレス
- 海上自衛隊岩国クラブ
- 岩国五橋クラブ
- MJG島根

### サッカー
- Jリーグ
  - サンフレッチェ広島F.C
  - ファジアーノ岡山FC
  - ガイナーレ鳥取
  - レノファ山口FC

- WEリーグ
  - サンフレッチェ広島レジーナ

- なでしこリーグ
  - 岡山湯郷Belle
  - FC吉備国際大学Charme
  - ディアヴォロッソ広島

- 中国サッカーリーグ
  - 三菱自動車水島FC
  - FCバレイン下関
  - 環太平洋大学FC
  - ベルガロッソ浜田
  - NTN岡山サッカー部
  - SRC広島
  - 富士フイルムBIJ広島SC
  - SC松江
  - 福山シティFC

- 中国女子サッカーリーグ
  - ディオッサ出雲F.C.
  - 徳山大学
  - 岡山県作陽高等学校
  - 吉備国際大学Charme岡山高梁Defi
  - 広島文教大学
  - 広島文教大学附属高等学校

- Fリーグ
  - 広島エフ・ドゥ
  - ポルセイド浜田

### ラグビー
- ジャパンラグビーリーグワン
  - マツダスカイアクティブズ広島
  - 中国電力レッドレグリオンズ

### バレーボール
- V.LEAGUE（男子）
  - JTサンダーズ広島（2024年9月、「広島サンダーズ」に名称変更予定）

- V.LEAGUE（女子）
  - 岡山シーガルズ
  - 大野石油広島オイラーズ

### バスケットボール
- B.LEAGUE
  - 島根スサノオマジック
  - 広島ドラゴンフライズ

- B3.LEAGUE
  - トライフープ岡山
  - 山口パッツファイブ

### 卓球
- Tリーグ　(卓球)　(男子)
  - 岡山リベッツ

### ハンドボール
- 日本リーグ（男子）
  - 安芸高田ワクナガハンドボールクラブ

- 日本リーグ（女子）
  - イズミメイプルレッズ

### ソフトボール
- 男子西日本リーグ
  - ホシザキ電機
  - 平林金属

- 女子リーグ
  - 島根三洋

### アメフト
- Xリーグ
  - セリオスタンディングベアーズ
  - 広島UCSホークス

### ホッケー
- 日本リーグ（男子）
  - Selrio島根

- 西日本リーグ（男子）
  - 八頭クラブ
  - 岡山クラブ

- 関西リーグ
  - 山口クラブ

- 日本リーグ（女子）
  - コカ・コーラレッドスパークス

- 西日本リーグ（女子）
  - 鳥取短期大学
  - ニッポー

### 陸上競技
- 駅伝（男子）
  - ホシザキ電機
  - 中国電力
  - JFE
  - 中電工
  - マツダ
  - 自衛隊海田
  - 武田薬品

- 駅伝（女子）
  - 天満屋
  - エディオン